# Karl Graf (Politiker, 1919)
Karl Graf (* 29. September 1919 in Altenstadt; † 2. Mai 1998 in Feldkirch) war ein österreichischer Politiker (SPÖ) und Beamter der Österreichischen Bundesbahnen. Er war von 1957 bis 1974 Abgeordneter zum Vorarlberger Landtag.

## Ausbildung und Beruf
Graf besuchte nach der Volksschule Feldkirch die Hauptschule Feldkirch und bildete sich danach ab 1933 an der Bundesgewerbeschule für Maschinenbau und Elektrotechnik in Bregenz weiter. Er legte dort 1938 die Matura ab und leistete zwischen 1939 und 1945 während des Zweiten Weltkriegs Kriegsdienst. Nach seiner Rückkehr aus dem Krieg wurde er am 4. Juni 1945 als Elektriker in den Dienst der ÖBB-Werkstätte Feldkirch aufgenommen, wobei er 1955 zum Werkmeister und danach zum Oberwerkmeister aufstieg. Letztlich war er als technischer Verwaltungsbeamter bei den ÖBB eingesetzt. Graf arbeitete zwischen 1956 und 1967 als Präsident der Vorarlberger Arbeiterkammer.

## Politik und Funktionen
Graf trat 1945 der SPÖ bei und war von 1955 bis 1970 lokalpolitisch als Mitglied der Stadtvertretung Feldkirch tätig. Zudem vertrat er die SPÖ von 1965 bis 1966 im Stadtrat. Er wirkte innerparteilich als stellvertretender Bezirksparteivorsitzender der SPÖ Feldkirch, war ab 1960 Vorsitzender der SPÖ Stadtvertreterfraktion Feldkirch und fungierte zudem als Mitglied des Landesparteivorstandes der SPÖ Vorarlberg. Er wurde am 18. April 1957 als Nachfolger von Jakob Bertsch angelobt und gehörte dem Landtag in der Folge bis zum 3. November 1974 an. Zuletzt war er von Jänner 1972 bis Oktober 1974 Klubobmann des SPÖ-Landtagsklubs.
Neben seinen politischen Mandaten war Graf vor allem als Gewerkschafter engagiert und in der Arbeiterkammer aktiv. Er hatte ab 1946 die Funktion des Obmanns der Gewerkschaft der Eisenbahner Ortsgruppe Feldkirch inne und war von 1949 bis 1955 Mitglied des Personalausschusses der ÖBB-Direktion Innsbruck. Er wirkte von 1949 bis 1967 als Kammerrat der Vorarlberger Arbeiterkammer, war Obmann des Ausschusses für Verkehr und Raumordnung
und von 1949 bis 1954 Mitglied des Sozialpolitischen Ausschusses der Vorarlberger Arbeiterkammer. Ab 1949 fungierte er als stellvertretender Obmann der Sektion Verkehrsbedienstete der Vorarlberger Arbeiterkammer, des Weiteren war er von 1952 bis 1965 Landesvertrauensmann der Eisenbahngewerkschaft. Er war zudem Vorsitzender des ÖGB der Landesexekutive Vorarlberg, von 1953 bis 1954 Vorstandsmitglied der Vorarlberger Arbeiterkammer und von 1954 bis 1956 Vizepräsident der Vorarlberger Arbeiterkammer. In der Folge stand er der Arbeiterkammer zwischen dem 23. Jänner 1956 und dem 7. April 1967 als Präsident vor.
Zusätzlich war Graf Vizepräsident des ASKÖ Vorarlberg und Obmann des ATSV Feldkirch.

## Privates
Graf war der Sohn des ÖBB-Werkführers Peter Graf (1883–1933) und seiner Gattin Maria Graf (* 1883) aus Rudlach, geborene Muckenhummer. Er heiratete am 25. Mai 1945 Wanda Möller und wurde Vater von einer Tochter (* 1946) und zwei Söhnen (* 1953 bzw. 1963).

## Auszeichnungen
- Großes Silbernes Ehrenzeichen für Verdienste um die Republik Österreich (1968)
- Silbernes Ehrenzeichen des Landes Vorarlberg (1975)
- Ehrenmitglied des ESV Feldkirch